# George Cabot
George Cabot (Salem, 1752. december 3. – Boston, 1823. április 18.) az Amerikai Egyesült Államok szenátora (Massachusetts, 1791–1796).